# شنل 2.55

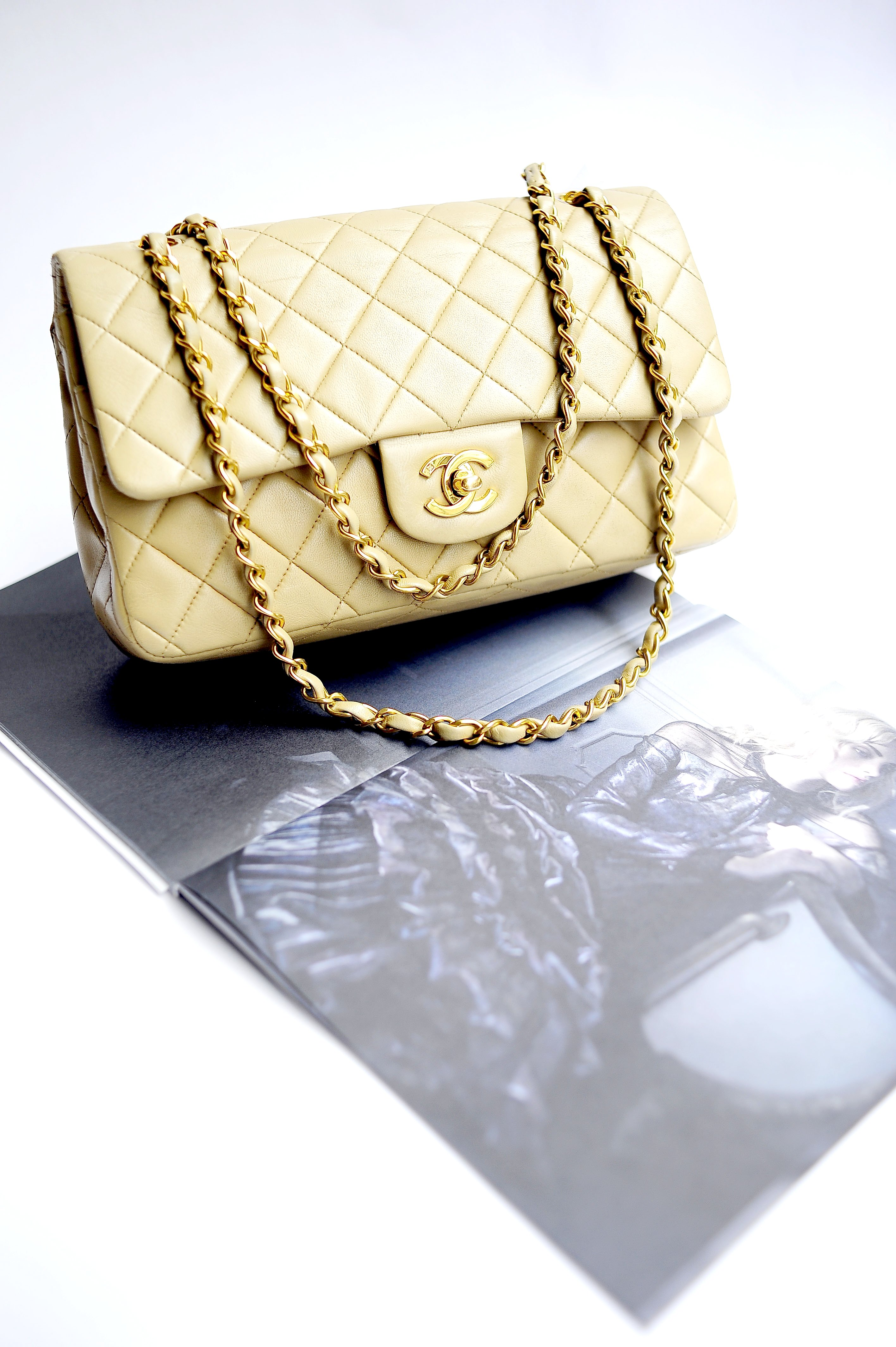
The Chanel Classic Flap

شنل ۲٫۵۵ (به انگلیسی: Chanel 2.55) کیف دستی لوکس و تشریفاتی ساخته شده از چرم توسط شرکت و خانه مد و زیبایی شنل است.

## اصالت
در سال ۱۹۲۰ کوکو شنل از حمل کیف‌های دستی بزرگی که حمل می‌کرد خسته شد و به همین منظور تصمیم گرفت کیفی طراحی کند که دستانش را کاملاً آزاد و راحت بگذارد. شنل با الهام از تسمه‌های موجود در کیف سربازان بندهایی بسیار نازک به این مدل کیف اضافه کرد و نتیجه این مدل طراحی در سال ۱۹۲۹ معرفی شد